# Carl Helmrich
Carl Helmrich (* 16. März 1790 in Wehrheim; † 15. Februar 1834 in Rodheim) war ein liberaler hessische Politiker und ehemaliger Abgeordneter der 2. Kammer der Landstände des Großherzogtums Hessen.

## Familie
Carl Helmrich war der Sohn des fürstlich nassauisch-oranischen Amtmannes im Amt Wehrheim, Johann Georg Andreas Helmerich und dessen zweiter Frau Elisabetha Philippine Henriette geborene Lorch aus Homburg, die Helmerich 1877 geheiratet hatte. Nach dem Tod des Vaters am 23. Dezember 1795 wurde Carl Helmrich wie seine 5 Geschwister unter Vormundschaft gestellt. Die väterliche Familie war wohlhabend. 1796 kam es zur Erbteilung als die Mutter erneut heiratete. Der Wert des Nachlasses wurde mit 85.724 Gulden geschätzt.
Carl Helmrich war mit Amalie Franziska, geborene Hoffmann verheiratet.

## Leben
Carl Helmrich studierte 1807 bis 1809 Rechtswissenschaften in Heidelberg und Göttingen. In den Befreiungskriegen diente er 1812 bis 1815 als Leutnant im 7. Linien-Bataillon der britisch-deutschen Legion. Er wurde in der Schlacht bei Waterloo verwundet und schied als hannoveranischer Hauptmann aus dem Militär aus.
Nach seinem Ausscheiden aus dem Militär wurde er Gutsbesitzer auf dem Hof Glaubzahl bei Borsdorf in der Wetterau.

## Politik
Carl Helmrich wurde 1826 für den Wahlbezirk Oberhessen 12 / Bingenheim-Nidda-Eschzell in die zweite Kammer der Landstände gewählt. 1832 wurde er erneut (diesmal für den Wahlbezirk Oberhessen 6 / Homberg) gewählt. Er gehörte der liberalen Opposition an.